# Lem Dobbs
Pour les articles homonymes, voir Dobbs.
Lem Dobbs, de son vrai nom Anton Lemuel Kitaj, est un scénariste anglo-américain, né le 24 décembre 1959 à Oxford. Il est le fils du peintre Ron Kitaj. Son pseudonyme provient du nom d'un personnage du film Le Trésor de la Sierra Madre, interprété par Humphrey Bogart. Il a souvent écrit des scénarios pour Steven Soderbergh.

## Filmographie

### Cinéma
Scénariste
- 1984 : À la poursuite du diamant vert (Romancing the Stone) de Robert Zemeckis (non crédité)
- 1989 : L'Indésirable (Hider in the House) de Matthew Patrick
- 1991 : La Manière forte (The Hard Way) de John Badham
- 1991 : Kafka de Steven Soderbergh
- 1998 : Dark City d'Alex Proyas
- 1999 : L'Anglais (The Limey) de Steven Soderbergh
- 2001 : The Score de Frank Oz
- 2012 : Piégée (Haywire) de Steven Soderbergh
- 2013 : Sous surveillance (The Company You Keep) de Robert Redford
- 2018 : Gotti de Kevin Connolly

Producteur
- 1989 : L'Indésirable
- 2018 : Gotti de Kevin Connolly

Cascades
- 1984 : À la poursuite du diamant vert (Romancing the Stone) de Robert Zemeckis (non crédité)

### Télévision
Scénariste
- 2008 : Fear Itself (1 épisode)

## Distinctions

### Récompenses
- Prix Bram Stoker :
  - Meilleur scénario 1999 (Dark City)
- Film Critics Circle of Australia :
  - Meilleur scénario original 1999 (Dark City)

### Nominations
- Saturn Award :
  - Saturn Award du meilleur scénario 1999 (Dark City)
- Prix Hugo :
  - Meilleur film 1999 (Dark City)
- Independent Spirit Awards :
  - Meilleur scénario 1991 (Kafka)
  - Meilleur scénario 1999 (L'Anglais)